# Caille bleue
Synoicus adansonii
Espèce
La Caille bleue (Synoicus adansonii) est une espèce d'oiseaux de la famille des Phasianidae.

## Distribution
La caille bleue se rencontre en Afrique sub-saharienne.  C’est un migrateur partiel, arrivant avec la saison des pluies et repartant en début de saison sèche : Sierra Leone, Côte d’Ivoire, Nigeria, Cameroun, sud du Tchad, Sud du Soudan, ouest de l’Éthiopie, sud de l’Ouganda, sud du Kenya, Zaïre, Angola, Tanzanie, Zimbabwe, Mozambique, Afrique du Sud (Hennache & Ottaviani 2011).

## Habitat
La caille bleue fréquente les savanes hautes, généralement jusqu’à 1800m d’altitude, et situées en bordure de zones humides. On peut la rencontrer également dans les clairières forestières marécageuses, mais jamais en forêt dense ou dans une zone sèche (Urban et al. 1986).

## Mœurs
La caille bleue vit en couple ou en groupe familial de quelques oiseaux. C’est une espèce discrète, d’autant plus qu’elle est assez silencieuse. Elle ne sort en terrain découvert que pour chercher sa nourriture, souvent à la tombée de la nuit, en demeurant très prudente. En cas d’alerte, elle  décolle brusquement, monte et, après un vol direct et rapide,  se repose à 20 ou 30 mètres pour détaler en courant. Dans d’autres cas, chassée par un chien, elle préfère courir en zigzaguant entre les hautes herbes plutôt que de s’envoler. Elle se nourrit d’herbes, de graines, de petits insectes y compris de termites, ou de leurs larves (Urban et al. 1986).

## Voix
La caille bleue est plus silencieuse que les autres espèces du même genre. Son chant est un doux sifflement tri-syllabique, kii-kiou-iou . A l’envol son cri est strident et très différent, tit-tir-tir (Urban et al. 1986).

## Nidification
Cette espèce est monogame. Le nid est disposé au sol sous une touffe d’herbes. Les deux parents s’occupent de l’élevage des jeunes (Hennache & Ottaviani 2011).

## Statut, conservation
La caille bleue est probablement la caille la moins bien connue, en raison de sa discrétion et de son relatif silence, le chant n’étant audible qu’en période de reproduction. Sa présence est sporadique dans sa vaste aire de répartition. Son habitat ne paraît pas vraiment menacé actuellement (Hennache & Ottaviani 2011).